# Remolcador

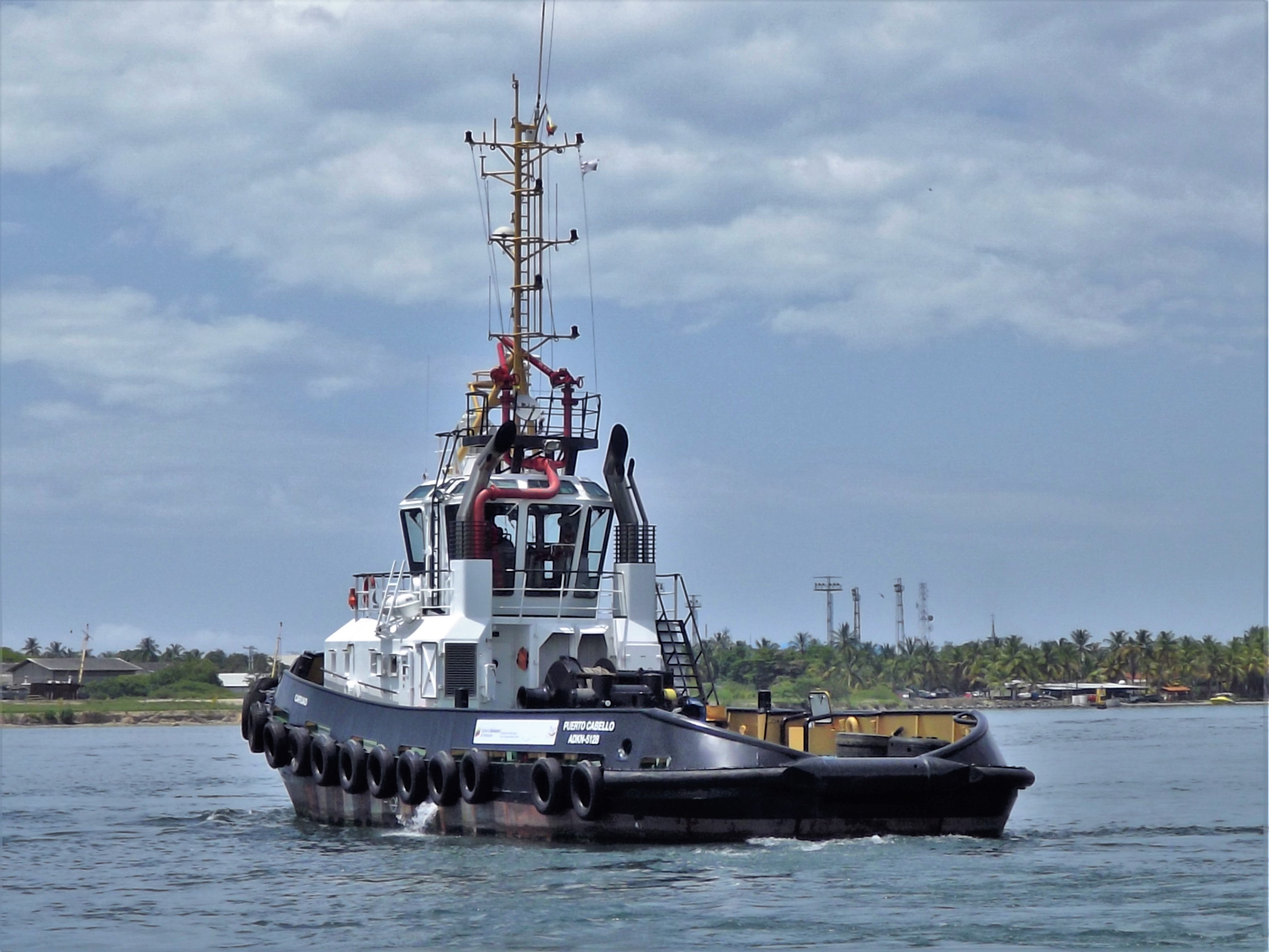
Remolcador tipo ASD 2810 "CARUAO" maniobrando en Puerto Cabello, Venezuela

Un remolcador es una embarcación utilizada para ayudar a la maniobra de otras embarcaciones, principalmente tirar o empujar de barcos o gabarras en puertos, pero también en mar abierto o a través de ríos o canales. También se usan para remolcar barcazas, barcos averiados u otros artefactos flotantes. Los remolcadores pueden ser de dos tipos: de puerto (pequeños y muy maniobrables) y de altura (más grandes y potentes, y menos maniobrables). Hay también un tipo intermedio, el remolcador de cabotaje (con las prestaciones de un remolcador de puerto, pero más grande y potente), que se usa en puerto para auxiliar en la maniobra de barcos muy grandes (superpetroleros, etc.) o para dar servicio de remolque de cabotaje en travesías relativamente cortas (unos pocos días como máximo). 
En los puertos, su objetivo es colaborar con el práctico —en inglés, "pilot"—, que es un capitán de amplia experiencia en la mar, que conoce en profundidad el puerto y asesora al capitán "oficial" del navío en toda la maniobra, para garantizar la prevención de accidentes y colisiones con estructuras, tierra firme, bajíos y otras embarcaciones. En muchos países, tomar práctico en las maniobras de entrada y salida de puerto es obligatorio para los barcos grandes.
Los remolcadores son muy potentes para su tamaño. Los motores de los remolcadores tienen normalmente una potencia de entre 400 y 20 000 caballos. Un remolcador de puerto (los más pequeños) llega hasta los 3000 caballos en una eslora que rara vez supera los 20 o 30 metros, mientras que un remolcador de altura tiene entre 6000 y 20 000 caballos, y puede llegar a los 50 metros de eslora.
Al principio, un remolcador era cualquier embarcación pequeña y potente con un gancho en el que se hacía firme el remolque. Hoy, un remolcador es un barco específicamente diseñado para su labor con un conjunto propulsor-casco realmente sofisticado.
Atendiendo a su tipo de propulsión, existen los remolcadores de tipo Kort (hélice con tobera como el del dibujo), los de sistema Schottel con hélice azimutal, los cuales pueden rotar su hélice en 360° y prestar servicios de mayor precisión que los de sistema de propulsión clásica; y los que usan un propulsor Voith Schneider, lo que les permite desplazarse en cualquier dirección sin, prácticamente, restricción alguna. 
Una característica de gran importancia de un remolcador es su capacidad de tracción a punto fijo o, en inglés, bollard pull. Este dato indica la cantidad de fuerza que el remolcador es capaz de hacer en su trabajo de remolque. Se mide en toneladas o kilonewtons (kN, no confundir con kn = nudo) respecto a un noray o un bolardo montado en tierra, en aguas sin oleaje ni corrientes de marea y con suficiente profundidad y distancia al punto de remolque como para que no se generen turbulencias en las hélices del remolcador. Este parámetro indica la capacidad de tracción y la robustez del conjunto de la hélice, su eje y el casco del barco. Otros parámetros a tener en cuenta, especialmente si es un remolcador de puerto, son el desplazamiento y la maniobrabilidad de la embarcación.
Los remolcadores de puerto trabajan, básicamente, de tres formas diferentes: la primera es haciendo firme un remolque en la proa del barco remolcado y tirando del mismo. La segunda es empujando el barco con la proa del remolcador (en España se dice "hacer de carnero") y la tercera es abarloándose al buque que se remolca. Suelen trabajar en parejas: uno tira del buque desde proa y el otro empuja a popa o se mantiene abarloado cerca de la aleta del barco. En la maniobra de atraque el remolcador que hace de carnero lleva un remolque firme a la popa del buque y, si fuese necesario, puede tirar de la popa del barco mientras el otro remolcador empuja por la zona de la amura. Una pareja de remolcadores bien coordinados con el práctico pueden hacer maniobrar un buque grande en espacios sorprendentemente reducidos. Un remolcador de altura normalmente tira del navío remolcado.

Diagrama de un remolcador

## Ejemplos de remolcadores
- Clase Don Inda
- Clase Luz de Mar
- Clase María de Maeztu